# Gigantaster weberi
Gigantaster weberi is een zeester uit de familie Goniasteridae.
De wetenschappelijke naam van de soort werd in 1924 gepubliceerd door Ludwig Döderlein.